# Madinat ash Shamal
Madinat ash Shamal (àrab: مدينة الشمال, Madīnat ax-Xamāl, lit. ‘Ciutat del Nord’) és la ciutat capital del Municipi d'Al Shamal. Està ubicada a l'extrem més boreal de Qatar i les seves costes són banyades per les aigües del golf Pèrsic.
La data de fundació de la ciutat és incerta, però els documents històrics afirmen que va iniciar el 1970 com un lloc de pas entre els pobles comercials d'Abu Dhalouf i Ar Ru'ays per ordre del govern dels Estats de la Treva, al qual Qatar estava unit. L'incipient poble va anar nodrint-se fins a arribar a ser considerada adequada per ser una ciutat, capital d'Al Shamal des de 2005. El 2015 l'emir i cap d'Estat Tamim bin Hamad Al Thani va anunciar que la ciutat seria una de les seus de la Copa Mundial de Futbol del 2022 amb l'Estadi Al-Shamal com a protagonista.